# II Korpus Armijny (Cesarstwo Niemieckie)

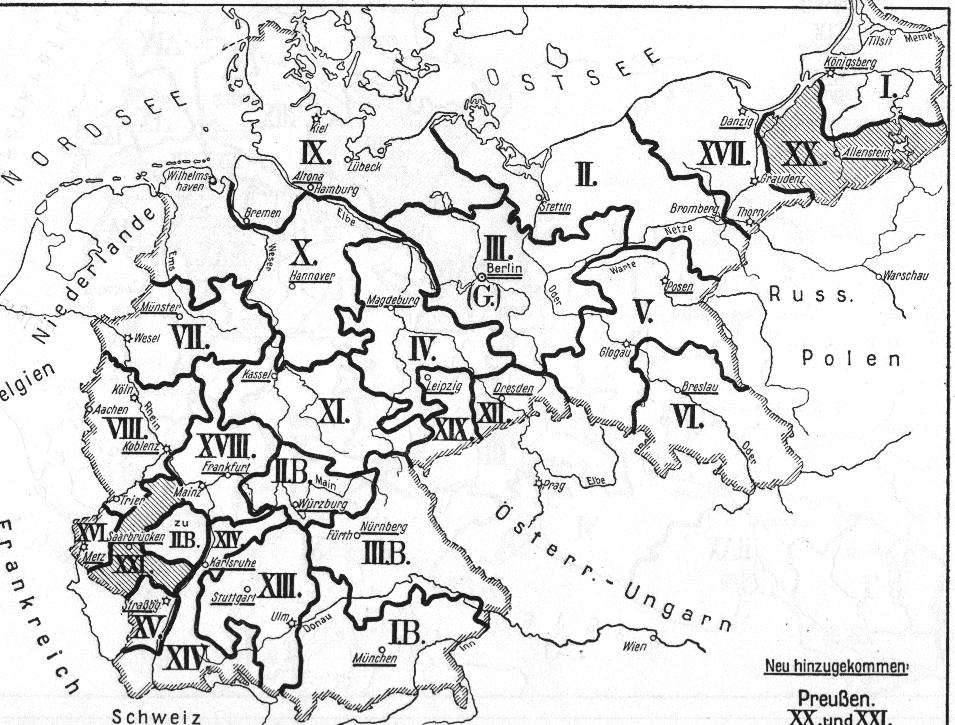
Zasięg korpusów w 1914

II Korpus Armijny (Das II. Arme-ekorps) – związek operacyjny okresu Cesarstwa Niemieckiego, z dowództwem w Szczecinie. W czasie I wojny światowej podlegał VIII Inspekcji Armii Cesarstwa Niemieckiego.

## Charakterystyka
29 czerwca 1912 armię niemiecką zorganizowano w 25 korpusów prowadzących rekrutację na terenach 22 terytorialnych okręgów korpuśnych. Każdy korpus tworzyły dwie dywizje piechoty, zwykle o kolejnych numerach. Korpusy zgrupowane były w osiem inspekcji armii. Barwą I KA był kolor biały.
W sierpniu 1914 rozwinięto w Niemczech do etatów wojennych związki operacyjne (armie). W skład 1 Armii wszedł między innymi II Korpus Armijny. W I wojnie światowej korpus walczył na froncie wschodnim.
Korpus na stopie wojennej początkowo składał się ze sztabu korpusu, oddziałów korpuśnych i dwóch dywizji piechoty. Jednak wojna pozycyjna wymusiła bardziej płynną organizację korpusów, która umożliwiałaby przerzucanie nawet do sześciu dywizji na odcinki korpusów znajdujących się na głównym wysiłku obrony. Reformę tę sformalizowano w grudniu 1916, a Korpus od tej pory traktowano jako tymczasowe zgrupowanie poszczególnych dywizji.

## Skład
- dowództwo korpusu[7]:
- 3 Dywizja Piechoty – Szczecin
- 4 Dywizja Piechoty – Bydgoszcz
- 3 Brygada Kawalerii  – Szczecin
- 2 Pomorski batalion strzelców (Pommersches Jäger-Bataillon Nr. 2)
- 2 pułk artylerii pieszej im. von Hindersina (1 Pomorski) (Fußartillerie-Regiment von Hindersin (1. Pommersches) Nr. 2) – Świnoujście
- 15 pułk artylerii pieszej (2 Pomorski) (2. Pommersches Fußartillerie-Regiment Nr. 15) – Bydgoszcz, Grudziądz
- 2 Pomorski batalion saperów (Pommersches Pionier-Bataillon Nr. 2) – Szczecin
- 2 Pomorski batalion taborowy (Pommersches Train-Bataillon Nr. 2) – Szczecin-Dąbie (Altdamm)
- 42 zmotoryzowany batalion saperów – Szczecin - Podjuchy (Stettin  Podejuchy)[11]

## Dowódcy korpusu

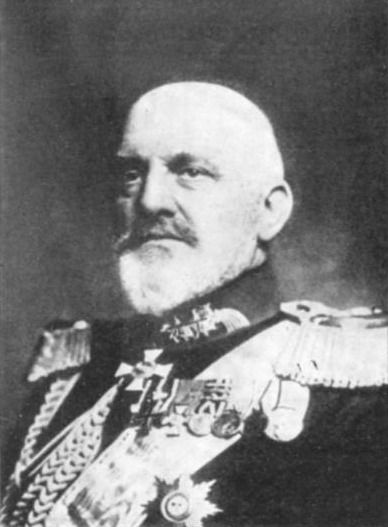
Generał Josias von Heeringen

| Stopień wojskowy  | Imię i nazwisko          | Data awansu |
| ----------------- | ------------------------ | ----------- |
| generał piechoty  | Alexander von Linsingen  | 1909        |
| generał piechoty  | Josias von Heeringen     | 1906        |
| generał kawalerii | Arnold von Langenbeck    | 1898        |
| generał piechoty  | von Blomberg             | 1892        |
| generał piechoty  | Ernst von der Burg       | 1887        |
| generał piechoty  | Ferdinand von Dannenberg | 1881        |
| generał kawalerii | Otto von Weyhern         | 1871        |